# San Clemente (Filippine)
San Clemente è una municipalità di quinta classe delle Filippine, situata nella Provincia di Tarlac, nella Regione di Luzon Centrale.
San Clemente è formata da 12 baranggay:
- Balloc
- Bamban
- Casipo
- Catagudingan
- Daldalayap
- Doclong 1
- Doclong 2
- Maasin
- Nagsabaran
- Pit-ao
- Poblacion Norte
- Poblacion Sur